# Mont-lès-Neufchâteau
Mont-lès-Neufchâteau è un comune francese di 300 abitanti situato nel dipartimento dei Vosgi nella regione del Grand Est.

## Storia

### Simboli
Il comune non ha adottato uno stemma. Una versione presente sul web, ispirata all'emblema di Neufchâteau, non è stata approvata dal consiglio comunale.

## Monumenti e luoghi d'interesse
- Fort de Bourlémont

## Società

### Evoluzione demografica
Abitanti censiti